# Copa do Mundo de Críquete de 1992
A Copa do Mundo de Críquete de 1992 foi a quinta edição do torneio e foi realizada na Austrália e na Nova Zelândia.

## Países Participantes
| África                     | Américas            | Ásia                            | Europa       | Oceania                     |
| -------------------------- | ------------------- | ------------------------------- | ------------ | --------------------------- |
| - África do Sul - Zimbabwe | - Índias Ocidentais | - Índia - Paquistão - Sri Lanka | - Inglaterra | - Austrália - Nova Zelândia |

## Resultados

### Primeira Fase
| Time              | Pts | J | V | D | SR | E | DC    | PC   |
| ----------------- | --- | - | - | - | -- | - | ----- | ---- |
| Nova Zelândia     | 14  | 8 | 7 | 1 | 0  | 0 | 0.59  | 4.76 |
| Inglaterra        | 11  | 8 | 5 | 2 | 1  | 0 | 0.47  | 4.36 |
| África do Sul     | 10  | 8 | 5 | 3 | 0  | 0 | 0.14  | 4.36 |
| Paquistão         | 9   | 8 | 4 | 3 | 1  | 0 | 0.17  | 4.33 |
| Austrália         | 8   | 8 | 4 | 4 | 0  | 0 | 0.20  | 4.22 |
| Índias Ocidentais | 8   | 8 | 4 | 4 | 0  | 0 | 0.07  | 4.14 |
| Índia             | 5   | 8 | 2 | 5 | 1  | 0 | 0.14  | 4.95 |
| Sri Lanka         | 5   | 8 | 2 | 5 | 1  | 0 | −0.68 | 4.21 |
| Zimbabwe          | 2   | 8 | 1 | 7 | 0  | 0 | −1.14 | 4.03 |

### Fase Final
|  | Semifinal                                              | Semifinal  |     |  | Final                                                        | Final |  |
|  |                                                        |            |     |  |                                                              |       |  |
|  | 21 de Março – Eden Park, Auckland, Nova Zelândia       |            |     |  |                                                              |       |  |
|  | 1 Nova Zelândia                                        | 262/7      |     |  |                                                              |       |  |
|  | 4 Paquistão                                            | 264/6      |     |  |                                                              |       |  |
|  |                                                        |            |     |  |                                                              |       |  |
|  |                                                        |            |     |  | 25 de Março – Melbourne Cricket Ground, Melbourne, Austrália |       |  |
|  |                                                        |            |     |  | Paquistão                                                    | 249/6 |  |
|  |                                                        | Inglaterra | 227 |  |                                                              |       |  |
|  |                                                        |            |     |  |                                                              |       |  |
|  |                                                        |            |     |  |                                                              |       |  |
|  |                                                        |            |     |  |                                                              |       |  |
|  | 22 de Março – Sydney Cricket Ground, Sydney, Austrália |            |     |  |                                                              |       |  |
|  | 2 Inglaterra                                           | 252/6      |     |  |                                                              |       |  |
|  | 3 África do Sul                                        | 232/6      |     |  |                                                              |       |  |